# Krieghoff
Die H. Krieghoff GmbH ist ein Waffenhersteller aus Ulm. Er befindet sich in Familienbesitz. Bekannt ist das Unternehmen im europäischen Raum vor allem für ihre Jagdwaffen, in den USA und England wiederum aufgrund ihrer Sportwaffen.

## Unternehmensgeschichte

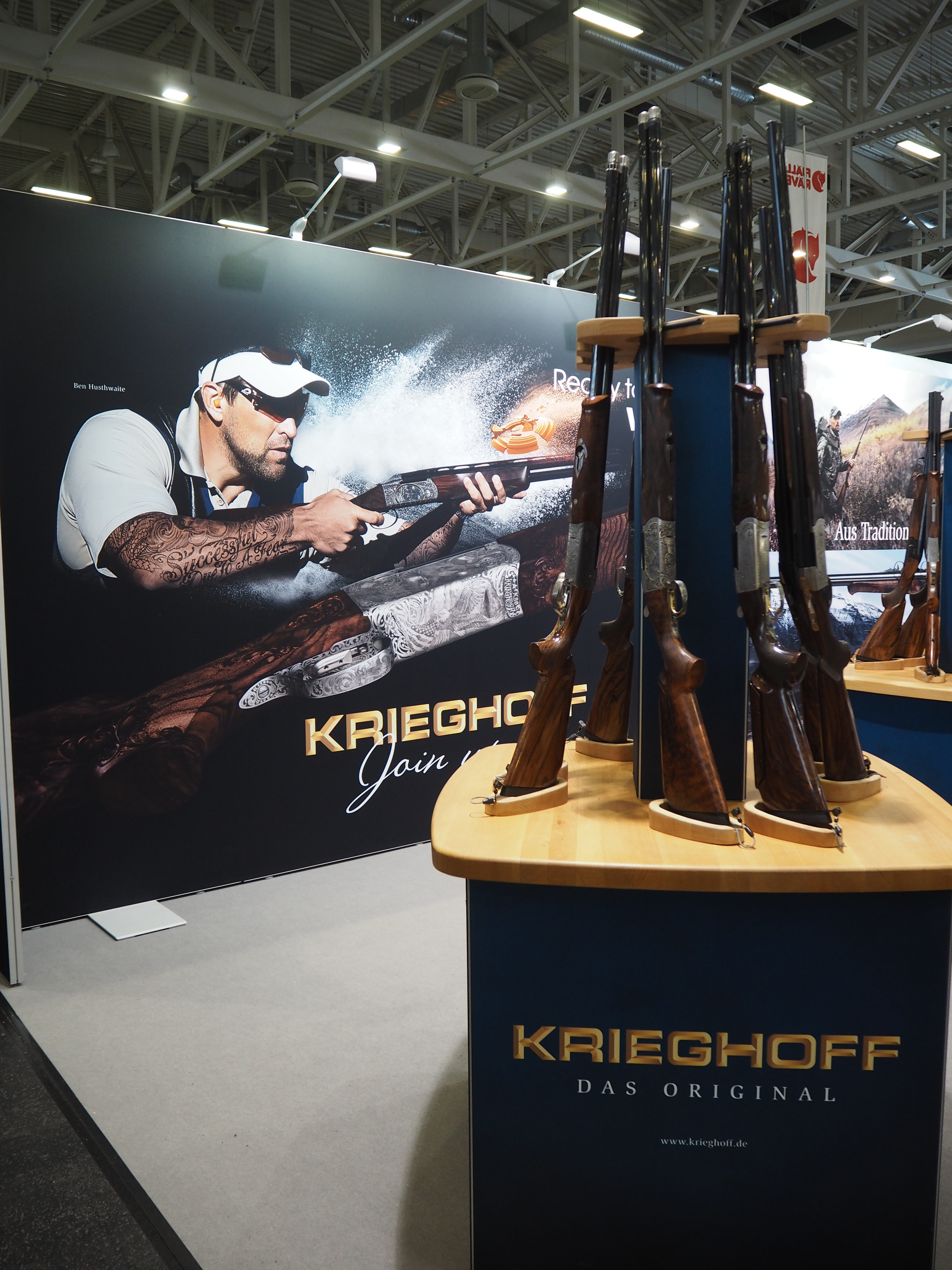
Stand auf der Messe Jagen und Fischen, 2017

Ludwig Krieghoff gründete 1886 in Suhl gemeinsam mit einem Partner die Büchsenmacherei Sempert & Krieghoff. Im Jahre 1904 übernahm das Unternehmen den Waffenproduzenten V.C. Schilling in Suhl. Schilling fertigte eine größere Anzahl Militär- und Jagdgewehre, außerdem von Theodor Bergmann lizenzierte Pistolen. Nach der Übernahme gab Sempert & Krieghoff die kleine Pistolenproduktion auf um sich voll auf Gewehre konzentrieren zu können.
Im Ersten Weltkrieg produzierte das Unternehmen Kriegswaffen, inzwischen nur noch unter dem Namen Krieghoff, da der Mitbegründer Sempert nach Amerika ausgewandert war. Ab 1916 fertigte Krieghoffs Sohn Heinrich Waffen in einer eigenen Fabrik in Suhl, die 1919 den väterlichen Betrieb übernahm. Nach dem Krieg erhielt Krieghoff einen Großauftrag aus den Niederlanden. Dadurch konnte das Unternehmen im Gegensatz zu vielen anderen mittelständischen Waffenherstellern diese wirtschaftlich schwierige Zeit leidlich überdauern. Damals wurden wieder in erster Linie Jagdwaffen hergestellt.
Nach der nationalsozialistischen Machtergreifung 1933 und während des Zweiten Weltkriegs produzierte Krieghoff erneut Waffen für das Militär. In Kufstein wurde ab 1940 mit dem Aufbau eines Zweigwerks begonnen. Zuerst wurde die Maschinenfabrik Kinz gepachtet und später neue Werksanlagen zur Produktion von MG 15 und MG 131 eingerichtet, die nach Kriegsende von der Tiroler Maschinenbau und Holzindustriegesellschaft mbH in Voere weitergeführt wurden. In Suhl produzierte Krieghoff von 1934 bis 1945 rund 13.850 Pistolen des Modells P 08. Die Belegschaft verdreifachte sich im Krieg von 2.000 im Jahr 1940 auf 6.000 im Jahr 1944, darunter eine große Zahl an Zwangsarbeitern.
1945 wurden unter der sowjetischen Militärregierung (SMAD) die Krieghoff-Fabrikanlagen demontiert und in die Sowjetunion abtransportiert. Die Gebäude wurden gesprengt.
Die Familie Krieghoff war gegen Ende des Krieges nach Ulm übergesiedelt. Ab 1950 wurde – zunächst in Heidenheim, später in Ulm – die Produktion von Jagdwaffen wieder aufgenommen. Das Unternehmen ist bekannt für klassische Langwaffen mit Kippverschluss, insbesondere Büchsflinten und Drillinge. Das Unternehmen verfügte als erfolgreicher Mittelständler in den 1960er Jahren über moderne Fertigungsanlagen für Jagd- und Sportwaffen. Nach der Wiedervereinigung errichtete Krieghoff eine zweite Produktionsstätte in Suhl. Diese wurde aufgrund betriebswirtschaftlicher Gründe jedoch wieder aufgegeben.
Nach einer Goldmedaille im Jahr 1974 bei den Olympischen Spielen und einer fast 40-jährigen Pause in diesem Bereich engagiert sich das Unternehmen seit 2010 wieder intensiv und erfolgreich in den olympischen Wurfscheibendisziplinen.
Geschäftsführer ist Phil Krieghoff, welcher bereits die fünfte Generation im Familienunternehmen ist.

## Die aktuelle Produktpalette

### Jagdwaffen
- Optima (Drilling/Doppelbüchsdrilling)
- Classic (Doppelbüchse/Doppelflinte)
- Ultra (Bockbüchsflinte/Bockdoppelbüchse/Bergstutzen)
- Hubertus (Kipplaufbüchse)
- Trumpf (Drilling/Doppelbüchsdrilling)
- Semprio (Repetierbüchse)

### Sportwaffen
- K-80 (Bockdoppelflinte, Topsingle, Unsingle)
- K-20 (Bockdoppelflinte)
- KX-6 (Flinte)

### Bestellmöglichkeiten
Für die Waffen ist es möglich je nach Geschmack Gravuren zu ordern, die auf Vorlage von Fotos oder Siegeln als Unikate verfertigt werden. Ansonsten rüstet Krieghoff die Waffen je nach Gusto und finanziellen Mitteln des Schützen mit Eichenlaub, Arabesken oder Tierstücken aus.